# Shakra (bouddhisme)
Cet article concerne la créature du bouddhisme. Pour le groupe de hard rock, voir Shakra.
Ne doit pas être confondu avec Chakra.

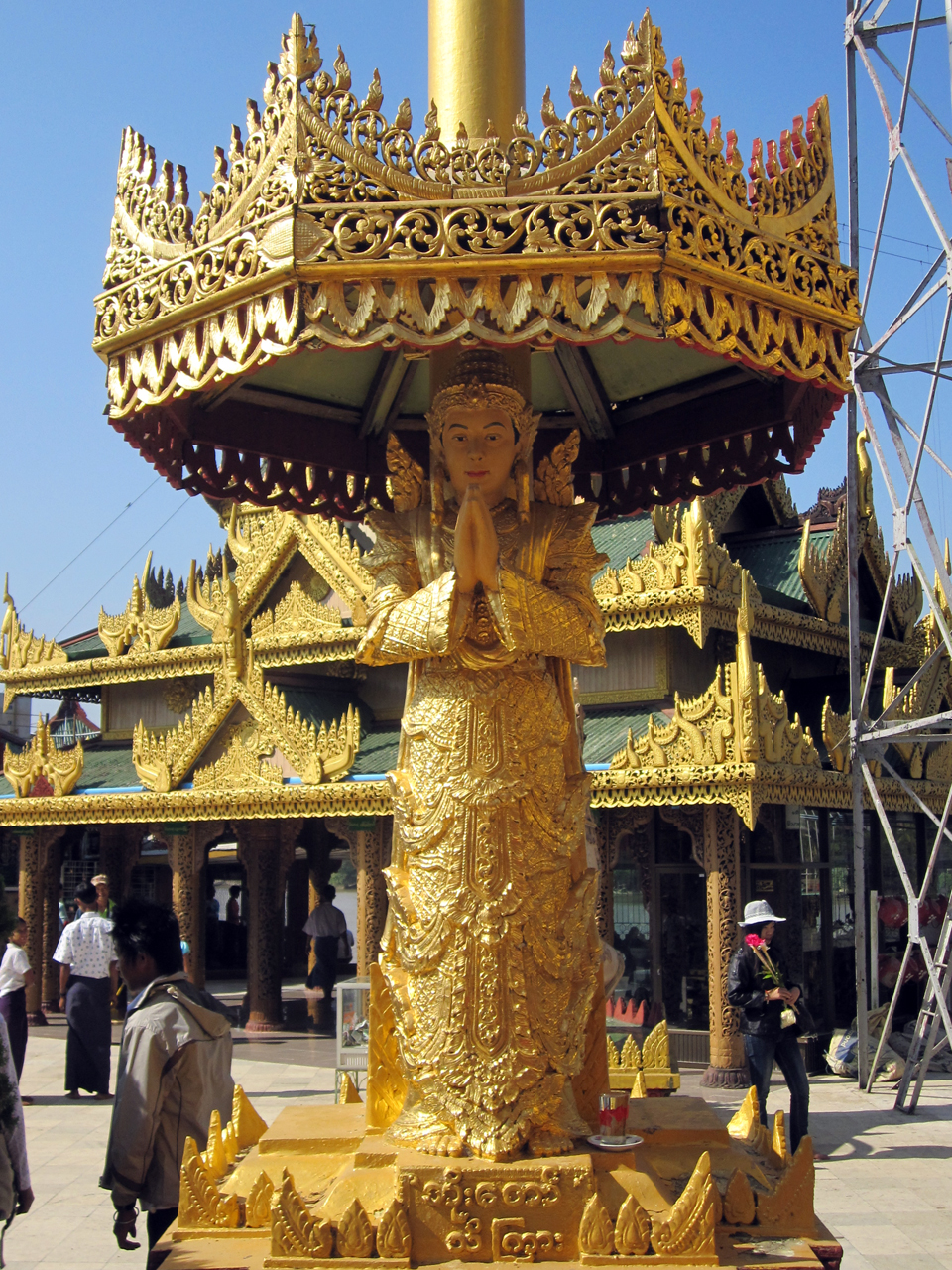
Thagyamin, roi des nats dans la cosmologie birmane, est identifié à Śakra.
(Pagode Kyauktan Ye Le, Thanlyin).

Śakra (sanskrit) ou Sakka (pāli) est une divinité bouddhiste. Il est le seigneur des trente-trois cieux (Trāyastriṃśa) de la cosmologie bouddhiste. Son nom complet est Śakro devānām indraḥ (Pāli : Sakko devānaṃ indo, « Śakra, seigneur des dieux » ; ch: Shìtíhuányīn 释提桓因, simplifié en Dìshì 帝释). 
Dans les textes bouddhistes, Śakra est le nom propre et non pas une épithète de cette divinité; à l'inverse, Indra en sanskrit et Inda en pali sont parfois utilisées comme une épithète pour Śakra dans le sens du « seigneur ». 
Dans la tradition chinoise, il est assimilé à l'Empereur de jade taoïste (Yùhuáng dàdì 玉皇大帝, simplifié souvent en Yùhuáng 玉皇), appelé généralement le Vieux Seigneur du Ciel (Lǎotiān yé 老天爷) par le peuple, dont l'anniversaire est célébré le neuvième jour du premier mois lunaire du calendrier chinois (généralement en février).
Le nom de Śakra « puissant » est une épithète d'Indra, dans plusieurs versets du Rigveda. Dans les textes bouddhiques, le mythe de Śakra et son caractère sont très différents de ceux de l'Indra védique. Selon G.P. Malalasekara, « Sakka et Indra sont des conceptions indépendantes. Aucune des caractéristiques personnelles de Sakka ne ressemble à celles d'Indra. Certaines épithètes sont identiques, mais sont évidemment empruntées, même si elles sont expliquées différemment. »
Le ciel Trāyastriṃśa dirigé par Śakra se situe au sommet du mont Sumeru (ou Meru), centre polaire du monde physique, autour duquel tournent le Soleil et la Lune. Le Trâyastrimsa est le plus élevé des cieux en contact direct avec la Terre. Comme les autres divinités de ce paradis, Śakra vit très longtemps, mais il est mortel. Quand un Śakra meurt, sa place est prise par une autre divinité qui devient le nouveau Śakra. Des histoires bouddhiques à propos du Śakra (passé ou présent) se trouvent dans les Jātaka (vies antérieures du Bouddha) et dans plusieurs soutras, en particulier dans le Samyutta Nikāya.
Śakra est marié à Sujā, fille du chef des Asuras, Vemacitrin (pâli : Vepacitti). En dépit de cette relation, un état de guerre existe généralement entre les trente-trois dieux et les Asuras, que Śakra essaie d'aménager pour qu'il y ait moins de violence et aucune perte de vie.
Śakra est mentionné dans de nombreux soutras bouddhiques, où il est souvent présenté en train de consulter le Bouddha sur les questions de moralité. En collaboration avec Brahmā, il est considéré comme un protecteur de la religion bouddhiste.

## Source
- (en) Cet article est partiellement ou en totalité issu de l’article de Wikipédia en anglais intitulé « Śakra (Buddhism) » (voir la liste des auteurs).